# Anacrônico (canção)
"Anacrônico" é o primeiro single da cantora brasileira de rock Pitty, em seu segundo álbum de estúdio Anacrônico.
A canção ganhou uma segunda versão junto à cantora Josyara, lançada em 14 de agosto de 2020, depois que Pitty a viu interpretando e aproveitando os quinze anos do lançamento original.